# Steve Strange
Steve Strange, de son vrai nom Steven John Harrington, né le 28 mai 1959 à Newbridge, Caerphilly, au Pays de Galles, et mort le 12 février 2015 à Charm el-Cheikh en Égypte, est un chanteur pop britannique d'origine galloise, fondateur du groupe Visage.

## Biographie
Harrington est né au Pays de Galles, mais a passé une partie importante de son enfance à Aldershot en Angleterre. Ses parents se sont séparés lorsqu'il était encore jeune.
Dans les années 1970, il s'intéresse à la musique punk rock. Il est ami avec Glen Matlock des Sex Pistols et Jean-Jacques Burnel des Stranglers. Il joue dans divers groupes qu'il a montés : The Moods Murderers et The Photons. À la fin des années 1970, Steve commence une carrière dans des clubs, organisant des soirées dans des lieux tels que le Blitz ou le Camden Palace. Ces soirées, parfois appelées les « Bowie nights », sont célèbres grâce aux costumes extravagants et au maquillage de ses invités.
Steve a fait une apparition amicale dans le clip Ashes to Ashes de David Bowie.
Après son départ des Photons, Steve décide de créer un nouveau style de musique. Il fonde le groupe Visage, composé également de Midge Ure et Rusty Egan de The Rich Kids. Leur premier Hit est Fade to Grey qui marque le début de l'ère de la musique New Romantic en 1980. À cette époque, Strange continue d'organiser des soirées dans des boîtes de nuit.
Le groupe Visage sort trois albums entre 1980 et 1984, dans lesquels se trouvent de nombreux tubes, tels que Mind of a Toy, The Damned don't cry, Fade to Grey et Night Train. Le groupe se sépare après l'échec de l'album Beat Boy.
En 1986, Steve Strange crée un nouveau groupe, Strange Cruise. Ce projet s'est révélé un échec commercial, et le groupe s'est rapidement dissous.
Dans la seconde moitié des années 1980, Steve s'installe à Ibiza (Espagne) où il travaille comme organisateur d'événements. En 1988, il enregistre le single Manipulator avec Roger Taylor du groupe Queen sous la houlette de The Cross.
Au début des années 1990, il est très lié au club Double Bass. Visage se reforme sous l'initiative de Steve Strange (mais sans Ure et Egan) en 2004 et sort deux albums en 2013 et 2014.
Steve Strange meurt le 12 février 2015 d'un infarctus lors de vacances en Égypte.

## Discographie
- 1980 : Visage
- 1982 : The Anvil
- 1984 : Beat Boy
- 1986 : Strange Cruise
- 2013 : Heart and knives
- 2014 : Orchestral
- 2015 : Demons to Diamonds (album posthume)